# Guia Prático

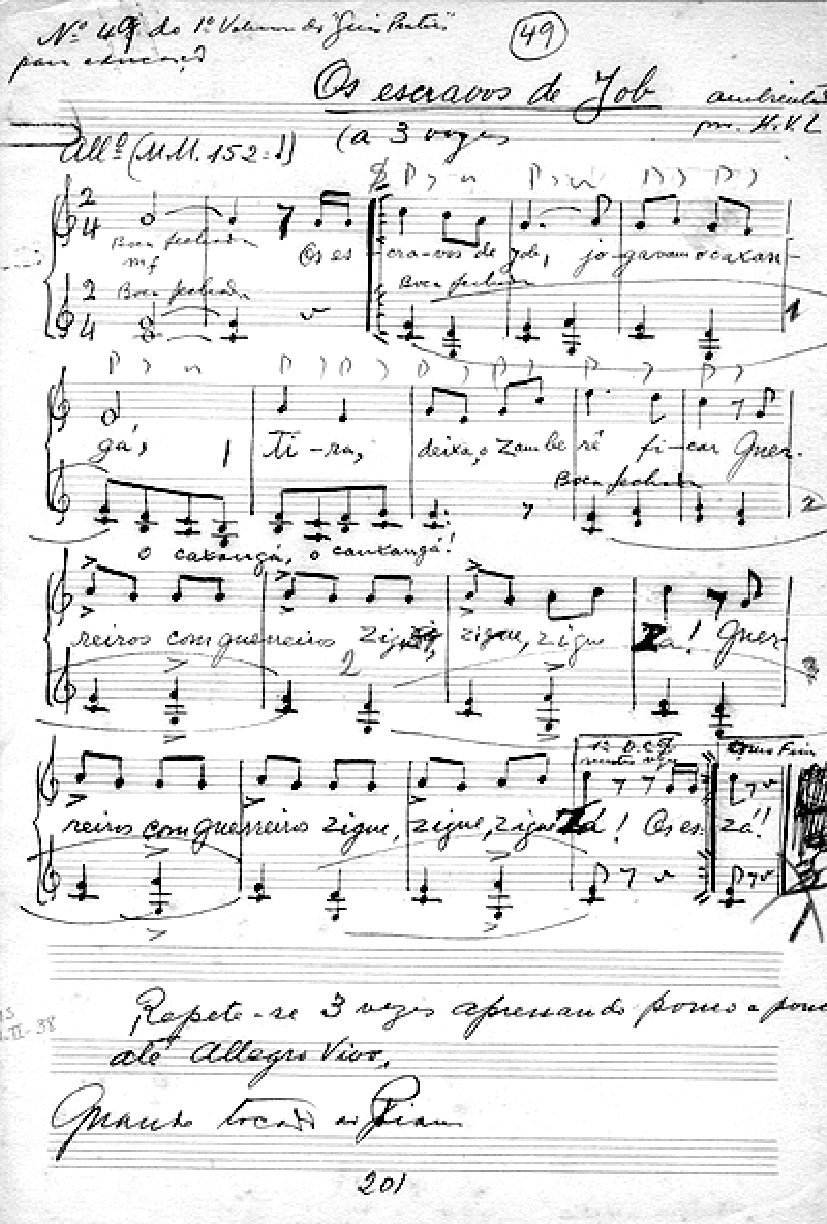
Fac-simile da partitura original feita por Villa-Lobos da música "Os escravos de Job" para o "Guia Prático" em fevereiro de 1938.

Guia Prático é uma coletânea de 137 arranjos criados por Heitor Villa-Lobos, nos anos 1930, para a música folclórica brasileira. Em 2009 a Academia Brasileira de Música, com o apoio do Ministério da Cultura do Brasil publicou uma edição especial do Guia Prático em 4 cadernos.